# توماس جردن (بازیکن بسکتبال)
توماس جردن (انگلیسی: Thomas Jordan (basketball)؛ زادهٔ ۲۳ مهٔ ۱۹۶۸) یک بازیکن بسکتبال اهل ایالات متحده آمریکا است.